# Окорінок

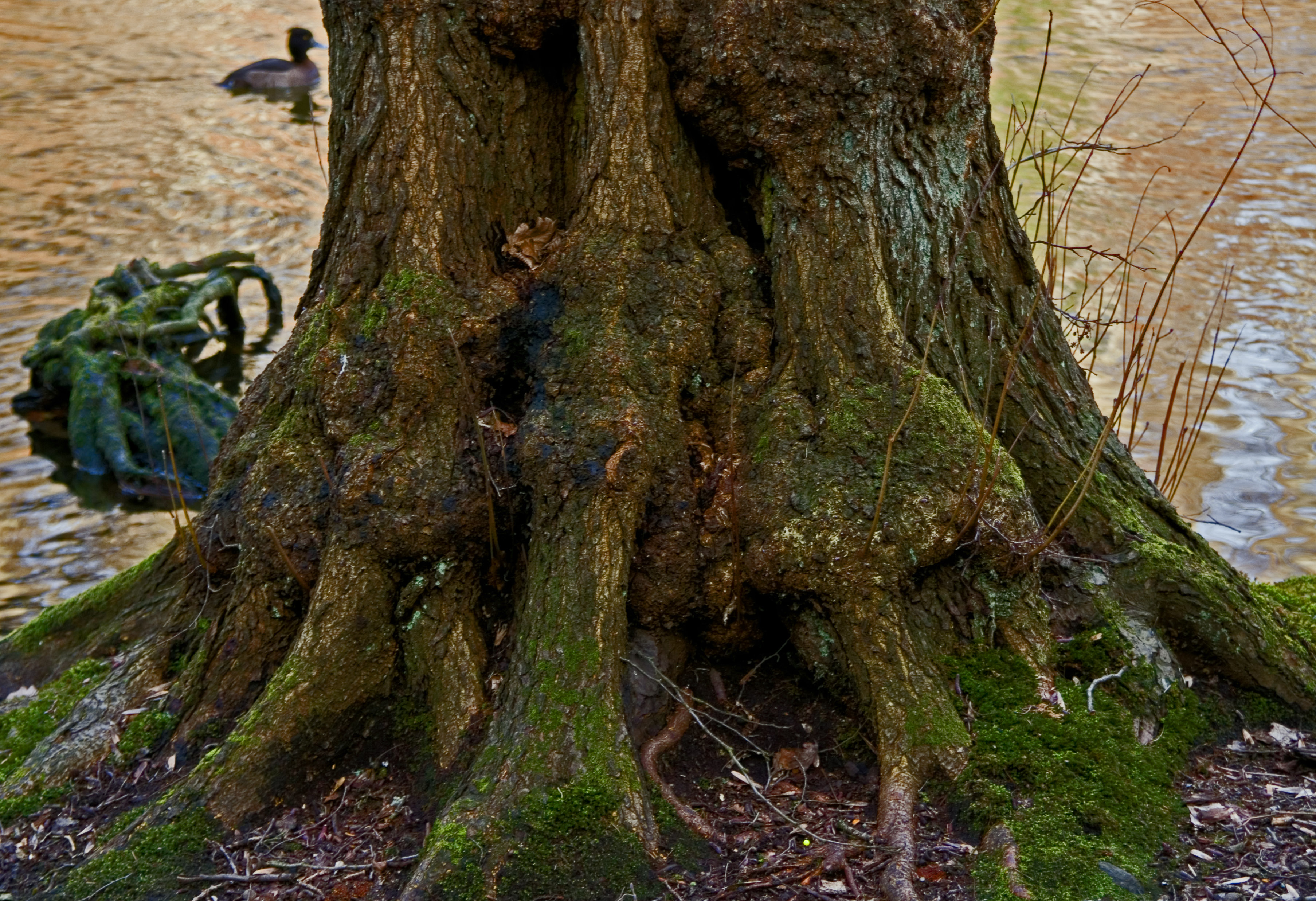
Нижня частина дерева, особливо поодинокостоячих дерев з розлогою кроною має потовщення задля механічної стійкості рослини

Окорінок — потовщена нижня частина рослини або стовбура дерева, розміщується  безпосередньо над коренем. По будові має як потовщення так і ребра жорсткості, які дерево нарощує для своєї механічної стійкості для компенсації вітрильності крони. Лісостій у низовинах та ярах, який менш піддатний вітровим навантаженням має менші розміри окоріння. 
При ручній заготівлі деревини є незручним у зрізанні, так як знаходиться близько до землі та передбачає зрізання чи зрубування додаткового масиву деревини, отже часто залишається в землі та називається пеньком. При механізованій чи частково механізованій заготівлі заважає компактному складуванню колод, тому, бічні потовщення можуть обрізатись.
Вивернений із землі комель іноді називають корчом.